# Jonathan Bamba
Jonathan Bamba, född 26 mars 1996 i Alfortville, är en fransk-ivoriansk fotbollsspelare som spelar för Celta Vigo.

## Karriär
Den 2 juli 2018 värvades Bamba av Lille, där han skrev på ett femårskontrakt. Den 18 juli 2023 värvades Bamba av spanska Celta Vigo, där han skrev på ett treårskontrakt.

## Meriter
Lille
- Vinnare av Ligue 1: 2020/2021